# Team Seas
Vous venez d’apposer le modèle de débat d'admissibilité.
Avant toute chose, veuillez créer la page de débat correspondante en cliquant ici.
- Une fois la page de vote initialisée, rafraîchissez cette page, et le bandeau prendra son aspect définitif.
- Si votre débat d'admissibilité est groupé (le motif et l’argumentation doivent être les mêmes), modifiez cette page pour ajouter au modèle le paramètre « cat » suivi du nom de la page de discussion de l’article pour lequel la page de débat existe déjà (ex. : cat=Discussion:Nom_de_l'autre_article). Ensuite, suivez les nouvelles instructions qui apparaissent.
- Vous pouvez également utiliser le paramètre « type » pour faciliter l’accès aux critères d’admissibilité. Exemple : {{suppression|type=mot-clé}}. Liste des mots-clés existants : fiction, musique, art visuel, fanzine, jeu de société, porno, sportif, association, enseignement, société, site web, route, nombre, (Liste complète ici).

| 1. | Créez la page de débat d'admissibilité.                                                                      | Sauvegardez d’abord la page pour l’initialiser puis indiquez votre motivation.   |
| 2. | Important : ajoutez une entrée dans la section Débat d'admissibilité du jour.                                | Utilisez ce texte : *{{L\|Team Seas}}                                            |
| 3. | Pensez à informer les contributeurs principaux de la page et les projets associés lorsque cela est possible. | Utilisez ce texte : {{subst:Avertissement débat d'admissibilité\|Team Seas}}~~~~ |

Team Seas (stylisé comme #TEAMSEAS) est une collecte de fonds collaborative internationale lancée par les youtubers MrBeast et Mark Rober dans le prolongement de Team Trees (en). La collecte de fonds a réussi à récolter plus de 33 millions de dollars américains. Tous les dons de la collecte de fonds sont reversés à Ocean Conservancy et The Ocean Cleanup, les organisations se partageant les dons. La collecte de fonds s'engage à retirer 30 000 000 de livres (14 000 000 kg) de débris marins de l'océan en retirant 1 livre (0,45 kg) de débris marins de l'océan pour chaque dollar donné.

## Contexte
La collecte de fonds précédente, Team Trees (en), a été lancée le 25 octobre 2019 par MrBeast et Mark Rober. Ils avaient prévu de récolter 20 millions de dollars, ce qui a été réalisé. Depuis la date de début de Team Seas, les dons peuvent toujours être effectués sur le site Web de Team Trees (en) et les progrès de la plantation y sont mis à jour.

## Histoire
Team Seas avait pour objectif de retirer 30 000 000 de livres (14 000 000 kg) de débris marins de l’océan d’ici la fin de 2021 en collectant 30 millions de dollars, à raison d’une livre retirée pour chaque dollar donné. Le projet a été diffusé en masse sur Internet sur de nombreuses plateformes de médias sociaux différentes le vendredi 29 octobre 2021 à 13 heures (PT). Sur YouTube, des milliers de créateurs de 145 pays, totalisant 1 milliard de followers, ont créé des vidéos sur la collecte de fonds.
Le 1er novembre 2021, Tobias Lütke, PDG de Shopify, a fait un don de 1 200 001 $, dépassant le 1 000 001 $ qu'il avait donné à Team Trees (en).

## Statut
Le 10 mai 2023, Donaldson, Rober et le compte Twitter Team Seas ont rapporté conjointement que la campagne était à moitié terminée et que 112 000 bénévoles avaient nettoyé 15,1 millions de livres de déchets dans 63 pays.